# Línia Roda de Berà - Reus
La línia Roda de Berà - Reus és una línia de ferrocarril actualment en desús que unia la ciutat de Reus amb Roda de Berà. Aquesta línia comença a l'estació de Roda de Berà i es bifurca de la línia Barcelona-Vilanova-Valls per anar directament cap a Reus on enllaça amb la línia Reus-Casp. La línia nasqué com a part de la línia Reus-Casp que volia esdevenir el ferrocarril directe de Madrid i Saragossa a Barcelona.
Aquesta línia s'inaugurà el 1884 i es va clausurar al trànsit de viatgers el 1992. Són força els reclams perquè aquesta infraestructura es reobri.